# Hôpital Huoshenshan
L'hôpital Huoshenshan (chinois simplifié : 火神山医院 ; pinyin : huǒshénshān yīyuàn ; litt. « hôpital de la montagne du dieu du feu ») est, avec l'hôpital Leishenshan, un des deux hôpitaux de campagne construits à Wuhan par le gouvernement chinois en réponse à la pandémie de Covid-19. L'hôpital est placé sous la direction de l'Armée populaire de libération.

## Histoire
La construction de l'hôpital de Huoshenshan débute le 23 janvier 2020, dans le district de Caidian à Wuhan. Son modèle est calqué sur celui de l'hôpital construit à Pékin durant l'épidémie du sras de 2002-2003. Sa construction a mobilisé 7 500 ouvriers. Plus de 40 millions de personnes visionnèrent la retransmission en direct de la construction de l'hôpital,.
L'armée chinoise transporte alors 1 400 médecins militaires par Iliouchine Il-76 à Wuhan, dans le but d'assurer les soins dans l'hôpital de Huoshenshan. Beaucoup de ces médecins ont opéré durant l'épidémie du sras et celle d'ebola en Afrique de l'Ouest. L'hôpital reçoit ses premiers patients le 3 février 2020 à 10 h,.